# Farebæksholm
Farebæksholm (1381 Farbeck, 1382 Farbeksholm) var en hovedgård i Ejby Sogn, Københavns Amt. Indtil 1808 lå den i Roskilde Amt. I dag er det et voldsted.

## Historie
På Valore marker findes der spor af en forsvunden gård, Farebæksholm, hvortil ridderen Conrad (Cort) Evertsen Moltke den yngre (død ca. 1388, senest 1390) skrev sig 1382-86. 1384 nævnes også hans broder hr. Johan (Henneke) Evertsen Moltke til Farebæksholm. Han døde efter 1404. Samme år nævnes det, at gården blev pantsat af fru Kirstine Grubbe.
Rigsråden hr. Laurens Axelsen Thott til Næsbyholm m.v. (død 1482) må have ejet godset i årene ca. 1450-68, eftersom han havde pantsat det. I slutningen af 1460'erne var Farebæksholm et len pantsat til rigsråden og marsken, hr. Claus Rønnow til Hvidkilde (død 1486) af Laurens Axelsen. Herefter hører man ikke længere om Farebæksholm.

## Levn
Voldstedet er for det meste overpløjet. Det har omfattet en borgbanke og en større ladegårdsbanke, begge omgivet af lavninger og grave. På borgbanken ses munkestensmurværk. I voldgraven er der fundet spor efter pæle. 
Voldstedet er fredet som fortidsminde.